# Bunjevačka i šokačka vila
Bunjevačka i šokačka vila su bile novine na hrvatskom jeziku koje su izlazile u Kalači. 
Nosile su ime kao i list "roditelj", ime dviju najvećih zajednica Hrvata u Mađarskoj, Bunjevaca i Šokaca.
Prvotno su bile postojale kao kulturni prilog u Bunjevačkim i šokačkim novinama Ivana Antunovića, a pojavila se 1871. One su nastavile izlaženje kao samostalni list od 1873. sve do 18. rujna 1876.
Antunović je ustrajao na nastavku izlaženje nekakvog lista koji bi naslijedio Bunjevačke i šokačke novine, jer je bio spoznaje i uvjerenja da tako može izravno utjecati na Bunjevce i Šokce u razvijanju njihove hrvatske nacionalne samosvijesti, kao i na očuvanje njihovog jezika, vjere i kulture.

## Urednici
Uređivao ih je Blaž Modrošić, koji nije bio iz Bačke, nego iz Trojednice, ali je bio važna figura nacionalnog preporoda Hrvata u Bačkoj.

## Poznati suradnici
- Stipan Krunoslav Grgić, hrvatski književnik
- fra Stipan Vujević, hrvatski književnik
- Jovan Hranilović, hrvatski književnik[1]
- Josip Jukić Manić, hrvatski književnik, svećenik i narodni preporoditelj[2]

## Vanjske poveznice
- Hrvatska riječ Očuvanje jezika, vjere i kulture, 3. studenoga 2003.
- Hrvatski iseljenicki zbornik 2004. Naco Zelić: Glasila - novine u bačkih Hrvata